# Irmingarda z Chiemsee
Irmingarda z Chiemsee lub Irmingarda z Buchau (ur. między 831 a 833 w Ratyzbonie, zm. 16 lipca 866 w klasztorze na wyspie Frauenchiemsee) – córka króla Ludwika Niemieckiego i Emmy Bawarskiej.
Przydomek "z Buchau" pochodzi od tego, że jej ojciec nadał klasztorowi benedyktynek w Bad Buchau na wyspie Buchau na Federsee w Wirtembergii beneficjum. Tam właśnie wspólnie ze swoimi siostrami została 
zakonnicą. Nie wiadomo czy pełniła w Buchau urząd opatki.
Przed 857 przeniosła się do klasztoru benedyktynek na wyspie Frauenchiemsee (zwany także Frauenwörth). Tam jest wzmiankowana już jako opatka. W czasie panowania Tassila III, klasztor zburzono ale udało się go ponownie odbudować. Zapewne dlatego Irmingarda miała być "drugą fundatorką" klasztoru.
Została pochowana pod południowo-zachodnim filarem kościoła klasztornego w marmurowym sarkofagu.

## Kult
Na początek XI wieku, gdy wykonano jej płytę nagrobną, datuje się jej kult jako błogosławionej lub świętej. Na płycie nagrobnej znajduje się inskrypcja: 
"Tutaj spoczywa Irmingarda, córka Ludwika, wzniosłego króla, ponad miarę błogosławiona dziewica [..] od czasu zostania opatką. Dawniej przez wiele lat kierowała klasztorem".
Płyta zawiera także datę śmierci zakonnicy: 
"16 lipca jej ciało zakończyło doczesne życie".
Płyta została odnaleziona 17 października 1631 wraz z jej kośćmi. Zaskakujące było przy tym to, że przy całkowicie nienaruszonym szkielecie brakowało czaszki. Okazało się, iż po raz pierwszy grób został otwarty pomiędzy 1004 a 1010 przez opata Gerharda von Seeon. Wówczas przeniesiono do Seeon czaszkę Irmingardy. W Seeon znajdowała się ona aż do XVII wieku. Kult Irmingardy zarówno w Seeon jak we Frauenwörth poszedł w zapomnienie.
Gdy w 1922 kardynał Michael von Faulhaber rozpoczął proces beatyfikacyjny Irmingardy, wtedy to również otwarto jej grób po raz trzeci i umieszczono w nim ponownie czaszkę.
Dopiero 27 kwietnia 2003 odbyła się uroczysta ceremonia, podczas której kości i czaszkę świętej Irmingardy włożono do szklanego pojemnika w klasztorze Frauenwörth.
Kult Irmingardy oficjalnie został zatwierdzony w 1928 przez papieża Piusa XI, a 17 lipca 1929 uznano Irmingardę za świętą.

## Dzień pamięci
Jej wspomnienie odbywa się w dies natalis (16 lipca) we Frauenwörth, sam zaś dzień Irmingardy jest obchodzony w niedziele przed lub po 16 lipca. Święta znajduje się w regionalnych kalendarzach Rottenburga i w Monachium.

## Przedstawienie w sztuce
W ikonografii przedstawiona jest w habicie benedyktyńskim, a jej atrybutami są korona na głowie, Biblia i pastorał opacki, a także z serce w ręce. 

## Literatura
- Irmgard von Chiemsee. W: Biographisch-Bibliographisches Kirchenlexikon (BBKL).